# سوهام

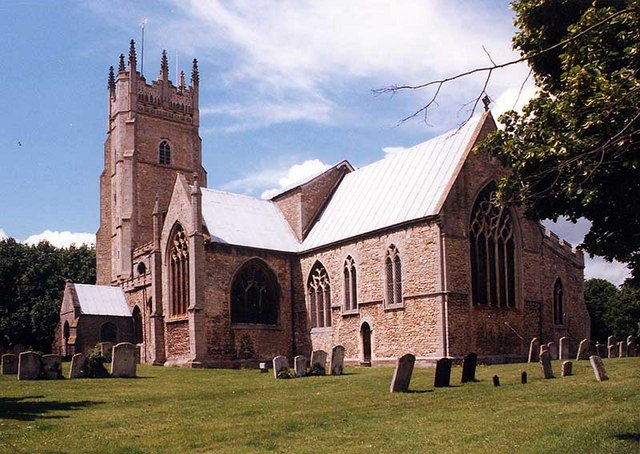
كنيسة القديس أندرو، سوهام

سوهام (بالإنجليزية: Soham)‏ هي مدينة وأبرشية مدنية في شرق كامبريدجشير، إنجلترا، على طريق A142 الممتد بين إيلي، ونيوماركت. بلغ عدد سكانها 10.860 في تعداد 2011.